# 제시카 하먼

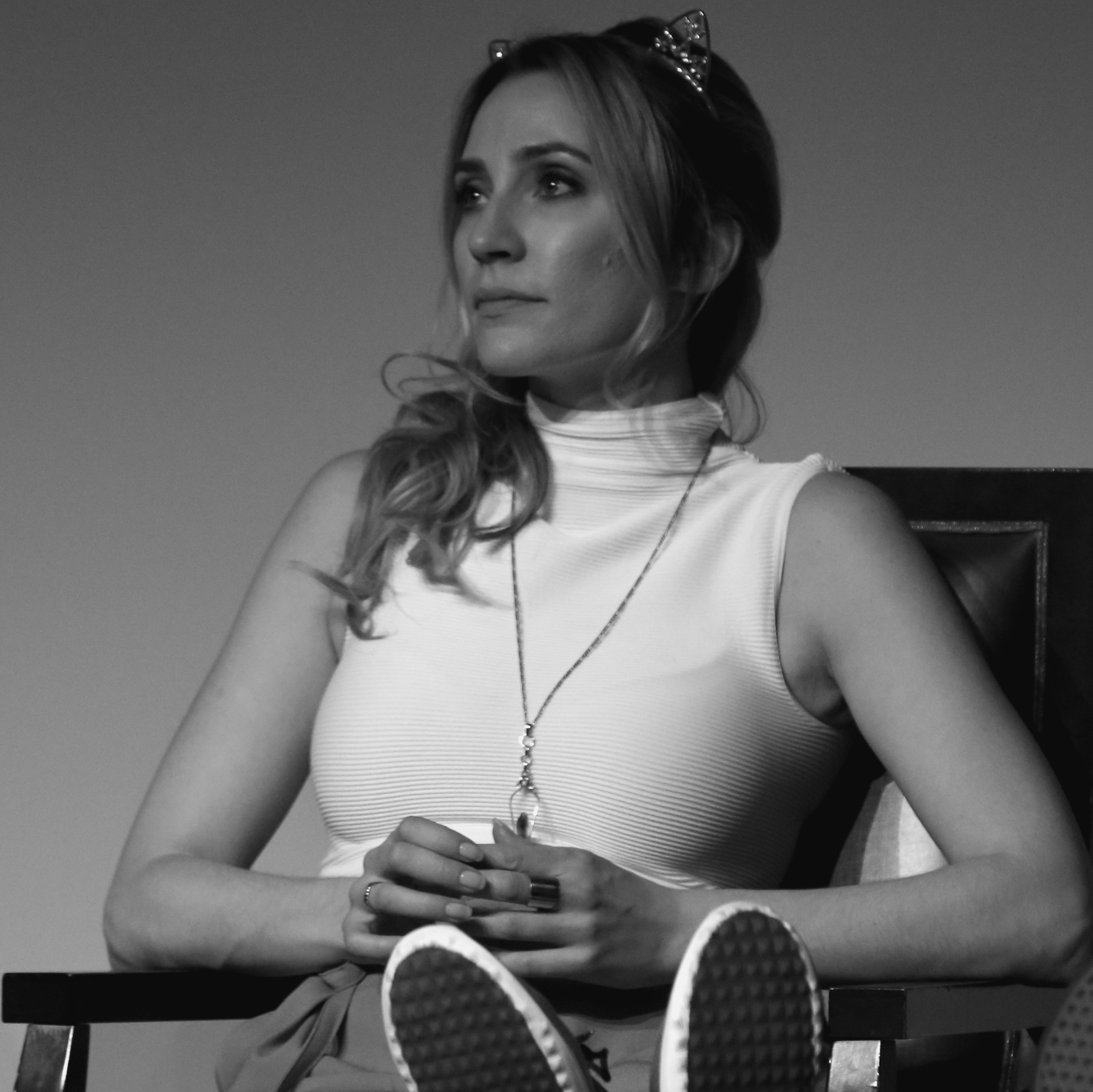

제시카 하먼(영어: Jessica Harmon, 1985년 12월 27일 ~ )은 캐나다의 배우이다. 드라마 《배틀스타 갈락티카: 더 페이스 오브 에너미》(2008-09), 《아이좀비》(2015-19), 《원 헌드레드》(2016-20) 등에 조연으로 출연했다.
온타리오주 배리에서 태어났다.

## 출연 작품
- 파이널 비전 (2017년)
- 데드 라이징: 엔드게임 (2016년)
- If I Had Wings (2013)
- 트러스트 (2009년) - 켈린 역
- Wolf Canyon (2009) - 서맨사 역
- 에브리씽 쉬 에버 원티드 (2009년) - 데비 역
- 피어 아일랜드 (2009년)
- 인카운터 위드 데인저 (2009년)
- 블랙 크리스마스 (2006년) - 메건 헴스 역
- 존 터커 머스트 다이 (2006년)
- 할로우 맨 2 (2006년) - 헤더 돌턴 역
- 에이전트 코디 뱅크스 (2003년)
- 제3의 눈 (1995년)

### 텔레비전
- Life as We Know It (2004)
- 배틀스타 갈락티카: 더 페이스 오브 에너미 (2008-09)
- 아이좀비 (2015-19)
- 원 헌드레드 (2016-20)